# Partido Malvinas Argentinas
Malvinas Argentinas ist der Name eines Verwaltungsgebietes (Partido) der argentinischen Provinz Buenos Aires. Hauptort ist Los Polvorines. Intendente Municipal ist Jesús Cariglino (Stand Apr. 2015).
In dem 63,8 km² großen Partido leben insgesamt rund 321.833 Menschen (2010).

## Städte und Ortschaften

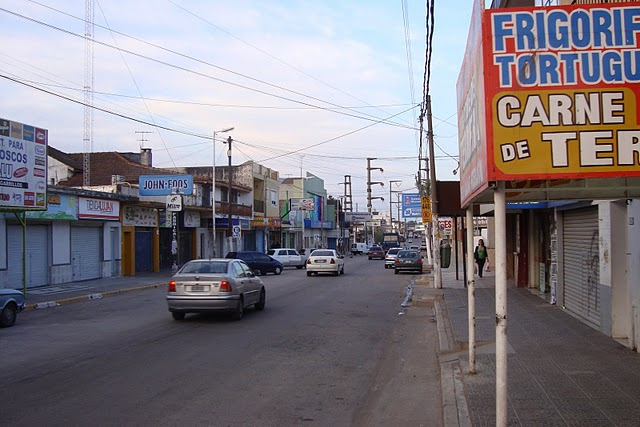
Tortuguitas

Malvinas Argentinas ist in acht Ortschaften und Städte, sogenannte Localidades, unterteilt.
- El Triángulo
- Los Polvorines
- Grand Bourg
- Ingeniero Adolfo Sourdeaux
- Ingeniero Pablo Nogués
- Tierras Altas
- Tortuguitas
- Villa de Mayo

## Geschichte

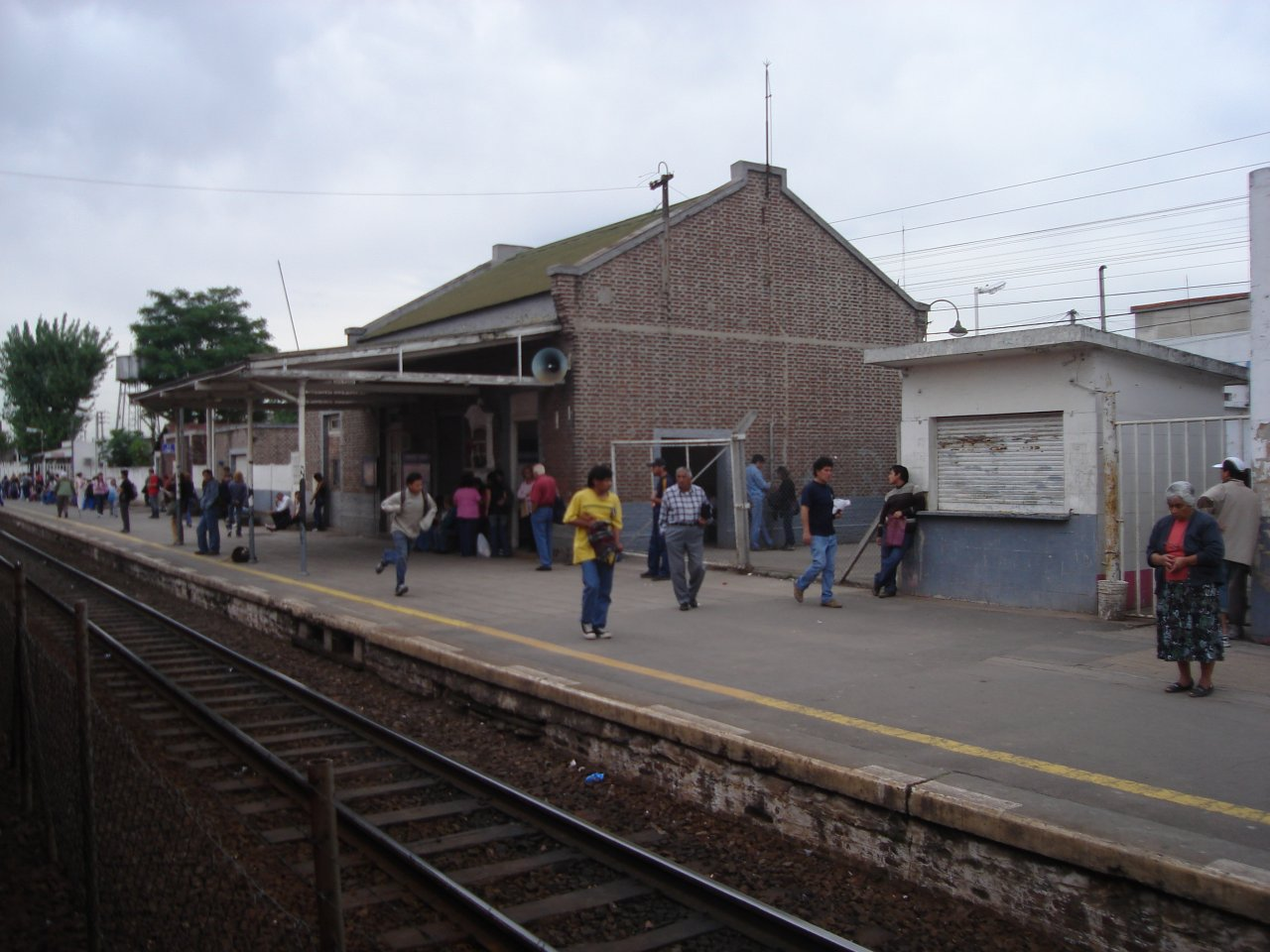
Bahnhof von Los Polvorines

Der Partido wurde am 20. Oktober 1994 mit dem Provinzgesetz 1151 gegründet, indem man den ehemaligen Partido General Sarmiento in die Partidos San Miguel, José C. Paz und Malvinas Argentinas teilte.
Der Name des Partidos symbolisiert den Anspruch Argentiniens auf die zu Großbritannien gehörenden Falklandinseln (spanisch Islas Malvinas), die etwa 395 km vor der südargentinischen Küste liegen. So zeigt das Wappen des Partido auch eine Landkarte der Inselgruppe.